# La Motte-Servolex
La Motte-Servolex este o comună în departamentul Savoie din sud-estul Franței. În 2009 avea o populație de 11.383 de locuitori.

## Evoluția populației
| An        | 1975  | 1982  | 1990  | 1999   | 2006   | 2009   |
| --------- | ----- | ----- | ----- | ------ | ------ | ------ |
| Populație | 5.253 | 7.182 | 9.349 | 10.912 | 11.714 | 11.383 |